# Spaltblei

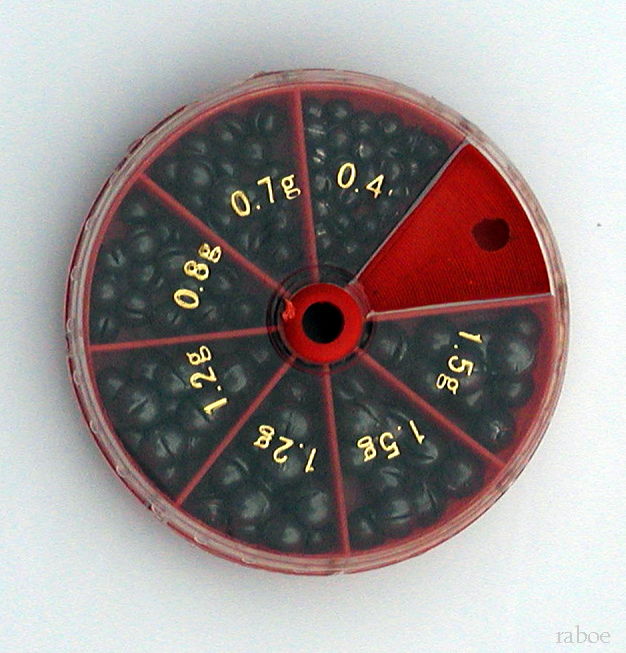
Spaltblei verschiedener Größen

Ein Spaltblei wird von Anglern zum beschweren der Angelschnur verwendet. Es ist ein aus Blei bestehendes Kügelchen, das bis in die Mitte geschlitzt ist. Die Schnur wird in den Schlitz gelegt und das Blei mit einer Zange zusammengekniffen, so hält es dann auf der Schnur. Es gibt sie in genau definierten Gewichten von 0,1 bis zu mehreren Gramm, und sie werden meist sortiert in einem Spenderdöschen angeboten.